# Amanhã Nunca Mais
Amanhã Nunca Mais é um filme brasileiro de 2011, do gênero comédia dramática, dirigido pelo estreante Tadeu Jungle.

## Sinopse
Walter é um médico que passa a ter sua vida abalada ao prometer levar um bolo de aniversário para a filha à pedido  da esposa Solange. Aparentemente uma tarefa simples se mostra bastante complicada ao ter que presenciar inusitadas situações pelo caminho.

## Elenco
- Lázaro Ramos ... Walter
- Maria Luisa Mendonça ... Miriam
- Milhem Cortaz ...Dr. Geraldo
- Fernanda Machado ... Solange
- Paula Braun ... Renata/garota de programa
- Vic Militello ... Dona Olga
- Imara Reis ... doceira
- Luís Miranda ... Walter
- Carlos Meceni ... Dr. Mauro
- Ana Zimerman...Amiguinha da Festa